# Kenichi Sekine
Kenichi Sekine (né en 1926) est un ingénieur et auteur japonais, disciple de l'ingénieur Shigeo Shingo qui fut le concepteur de la méthode Toyota Production System et le "géniteur" du concept de production juste à temps. Sekine a été responsable de nombreuses avancées récentes dans le déploiement du Toyota Production System au Japon. Parmi les nombreux ouvrages et travaux publié par Sekine, on mentionnera notamment : 
- les systèmes en flux monobloc uniques (One-Piece Flow, plans parallèles, en forme de L et en forme de U) qui explicitent l'organisation du personnel d'assemblage dans les diverses industries et la conception de cellule flexible de production [3]
- la Lean Production[4],[5]
- les premières méthodes d'élimination du gaspillage des déchets
- la mise en place d'une main-d'œuvre polyvalente équipée pour soutenir la fabrication Juste à Temps (JIT)[6].
- le TPM[7]
- la méthode Kaizen appliquée au changement rapide d'outils (SMED)[8],[9]